# Nephrolepis paleacea
Nephrolepis paleacea là một loài dương xỉ trong họ Nephrolepidaceae. Loài này được Jungh. & de Vriese mô tả khoa học đầu tiên năm 1846.
Danh pháp khoa học của loài này chưa được làm sáng tỏ. 